# João de Castro
João de Castro (Lisboa, 27 de febrer de 1500 — Goa, 6 de juny de 1548) va ser un gentilhome de la Casa del Rei Manuel I de Portugal, marí, cartógrafo i administrador colonial portuguès (va ser governador i capità general, 13è governador i 4t virrei de l'Índia).
Va estudiar Lletres, per voluntat del pare, però va preferir dedicar-se a la carrera militar. El 1535 va acompanyar l'expedició de Carlos V destinada a la conquesta de Tunísia. De retorn a Lisboa, que va rebre del rei la petita comandància de São Paulo de Salvaterra el 1538, però aquell mateix any va marxar cap a l'Índia en l'armada del virrei Garcia de Noronha, que era el seu oncle.
En arribar a Goa va anar en ajut de l'assetjada Diu. El 1540 va participar en una expedició a Suez d'acord amb Estevão da Gama (el fill de Vasco da Gama que era aleshores governador de l'Índia portuguesa com a successor del Garcia de Noronha, que havia mort), pel qual el seu fill, Álvaro de Castro, un nen de tretze anys, va ser nomenat cavaller, com a compliment. L'expedició d'Estevão da Gama estava formada per 12 grans galions i carraques i 60 galeres; Estevão da Gama va nomenar a João de Castro capità d'un galió el 31 de desembre de 1540. Aquesta expedició cap a Suez va ser veritablement notable, i João de Castro va escriure un full de ruta detallada de la mateixa, amb mapes, càlculs, dibuixos i notes detallades de les costes de la Península Aràbiga així com de la costa del que en l'actualitat són Somalilàndia, Djibuti, Eritrea, Sudan i Egipte, fins a Suez, i de diversos ports a les costes de la península del Sinaí, tot inclòs en el Roteiro do Mar Roxo, que va oferir al príncep Lluís de Portugal. Vuit mesos més tard va tornar a Goa el 21 d'agost de 1541, després d'haver adquirit per les experiències realitzades durant l'expedició, el malnom del "filòsof".
En aquest viatge va escriure el primer de tres cèlebres escrits. Aquest primer escrit evidencia els pocs coneixements cosmográficos de l'autor. El segon escrit, referit a la costa de l'Índia, va ser elaborat en l'expedició del virrei a Diu. L'últim va ser elaborat el 1541, en el viatge del governador Estevão da Gama de Goa fins al Sinaí. L'obra inclou descripcions detallades de les terres per on va viatjar. Ell mateix diu que "vaig prestar gran atenció als eclipsis de lluna i també a les longituds i latituds, peixos, algues marines, els corrents, els vents, el color de la mar Roja, i tots els detalls que podrien afectar l'art de la navegació", cosa que va agradar molt als seus amics Pedro Nunes i el príncep Lluís que l'havien equipat amb instruments especials i altres tipus d'ajut per al seu viatge. Per la seva precisió, els escrits es van convertir en la millor guia de l'època per a la navegació a la mar Roja.
Al tornar a Portugal, João de Castro,
En recompensa dels seus serveis, va rebre del monarca alts honors; va ser nomenat comandant d'una flota el 1543, per netejar els mars de l'Atlàntic europeu de pirates; i el 1545 va ser enviat, amb sis velers a l'Índia, per ajudar a Martim Afonso de Sousa, que havia renunciat al virregnat. Secundat pels seus fills (un dels quals, Fernão, va morir abans d'arribar a Diu) i per João Mascarenhas, João de Castro va aconseguir molta popularitat amb l'enderrocament de Mahmud, sultà de Gujarat, per forçar el final del setge de Diu, i per la derrota del gran exèrcit del Adil Khan, que li va permetre concertar un préstec força gran dels comerciants de Goa. Aquests fets van ser seguits per la captura de Bharuch, per la submissió complet de Malaca, i pel pas d'António Moniz a Ceilan; i el 1546 va rebre el major de tots els honors quan fou nomenat com a virrei pel rei Joan III de Portugal en el lloc de Martim Afonso de Sousa (que havia tornat a Portugal o be havia estat cridat per respondre de mala administració), encara que va exercir la funció per poc temps, ja que va morir al cap de tres anys, el 1548.